# 조범
조범(趙範, ? - ?)은 후한(後漢)말기 계양군(桂陽郡) 태수(太守)이다.

## 생애
『삼국지연의』에 의하면, 촉한의 장수인 조운(趙雲)과 먼 친척으로 같은 상산군(常山郡) 진정현(眞定縣) 출신이다. 또한, 연의에서는 형주(荊州) 탈취를 노린 유비(劉備)군과는 일단 대항했으나 대패하고 항복했다. 그 후 같은 성씨라는 것을 알고 조운과 의형제를 맺고, 친교를 깊게하기 위해 자신의 형수를 아내로 맞을 것을 권했으나 오히려 이것이 화근이 되어 조운에게 비난받았다. 이에 분노한 조범이 조운이 잠든 사이에 죽이려 했으나, 미리 이를 알고 있었던 조운에게 패배해 항복했다.
『정사』에서는 한현(韓玄), 김선(金旋), 유탁(劉度)과 함께 항복하고, 얼마 안 가 조운에게 죽은 형의 아내 번씨를 추천했으나, 거부받았다. 후에 조조(曹操)에게로 도망쳤다.

## 같이 보기
- 삼국지 인물 목록